# Universidad de León (UDL)

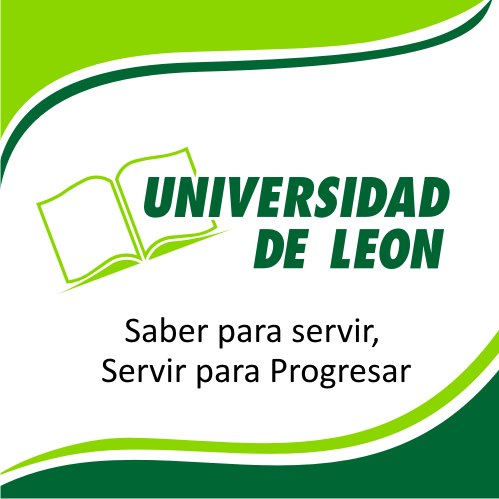
Escudo y Lema de la UDL

La Universidad de León (UDL) es una universidad privada con sede en la ciudad de León, Guanajuato, México, que actualmente[¿cuándo?] cuenta con 18 planteles en diferentes municipios y estados del país.

## Historia
La Universidad de León surge en abril de 1989 constituyendo el denominado Conjunto Educativo Universitario por un grupo de personas que se preocuparon por los jóvenes de León que tenían la necesidad de estudiar y trabajar para progresar. Así el 4 de septiembre de ese mismo año inició sus actividades con tan solo 289 alumnos.
En 1997, se da la expansión del sistema del Conjunto Educativo Universitario en todo el territorio guanajuatense. Dos años más tarde el Conjunto Educativo Universitario se transforma en Universidad de León. Con este cambio, se consolida el plan de estudios que permite el desarrollo escolar a nivel superior sin descuidar actividades en el plano laboral.

## Misión y visión

### Misión
Impulsar y respaldar seres humanos útiles, servidores de sí mismos, del prójimo y la sociedad; animados en el espíritu de sabiduría, servicio y progreso.

### Visión
Ver una comunidad universitaria firme, convencida y orgullosa de su capacidad, consciente de sus fortalezas y debilidades. Capaz de sostenerse unida y serena ante el esfuerzo para mantener e incrementar su posición de liderazgo. Conservando y fortaleciendo el vigor individual de sus integrantes y la calidad de los vínculos interpersonales y comunitarios. Donde las personas actúan en conjunción armónica, encontrando solución a los obstáculos y desafíos que se presentan. 
Ser creadora de sistemas vanguardistas e innovadores en la integración del trabajo y el estudio, estrechamente ligada a los sectores productivos y a la vida laboral. Internacionalizada en su magisterio, en su alumnado y en sus servicios. Forjadora de egresados con gran capacidad competitiva que se desarrollan exitosamente bajos las condiciones de una humanidad globalizada. Formadora de profesionistas útiles, con firme conciencia de servicio, altamente capacitados y con profundo desarrollo humano, con liderazgo, visión y espíritu emprendedor, que contribuyen al desarrollo y transformación positiva de México.

## Modelo educativo
El modelo educativo de la Universidad de León está centrado en el trabajador-estudiante vinculado al profesionista-maestro. El alumno trae la práctica al aula y lleva las capacidades adquiridas al campo laboral, mientras el maestro ofrece su experiencia, constituyéndose un continuo flujo de conocer y aplicar, así el alumno construye conocimientos que le dotan de un aprendizaje significativo a través de líneas estratégicas institucionales diseñadas para el desarrollo de capacidades genéricas, infundiendo siembre en el estudiante un espíritu de servicio, con el que habrá de retornar a la sociedad, cumpliendo con el lema de la Universidad: «Saber para servir, servir para progresar».

## Oferta educativa

### Bachillerato
- Cuatrimestral
- Semestral

### Educación universitaria
- Administración de empresas
- Arquitectura
- Artes escénicas y producción de espectáculos
- Artes plásticas
- Comercio internacional
- Comunicación
- Contaduría pública
- Derecho
- Desarrollos de negocios
- Diseño gráfico
- Diseño de moda
- Finanzas
- Gastronomía
- Informática administrativa
- Ingeniería civil
- Ingeniería en computación
- Ingeniería electromecánica industrial
- Ingeniería industrial administrativa
- Ingeniería mecatrónica
- Mercadotecnia
- Negocios internacionales
- Nutrición
- Pedagogía
- Psicología
- Psicología organizacional
- Turismo de negocios

### Especialidades
- Amparo
- Derecho fiscal
- Derecho procesal penal
- Desarrollo organizacional
- Diseño arquitectónico
- Diseño de páginas web
- Diseño publicitario
- Diseño urbano
- Enseñanza universitaria
- Estrategias fiscales
- Finanzas
- Gestión de la calidad
- Gestión de negocios internacionales
- Logística global y administración de la cadena de suministros
- Publicidad
- Recursos humanos

### Maestrías
- Derecho procesal penal
- Desarrollo organizacional
- Diseño publicitario
- Enseñanza universitaria
- Estrategias fiscales
- Finanzas
- Gestión de la calidad
- Gestión de negocios internacionales
- Publicidad
- Redes de computadoras
- Relaciones públicas

## Servicios
- Centro de investigación
- Dirección de Promoción Cultural
- Bolsa de trabajo
- Desarrollo integral AURA
- Dirección de desarrollo de potencial humano
- Formación internacional
- Centro recreativo «Antonio ‹Tota› Carbajal»
- Biblioteca
- Centro de idiomas
- Centro de cómputo